# Bačka
Bačka (srp. ćir.: Бачка, mađarski: Bácska, slovački: Báčka, rusinski: Бачка, njemački: Batschka) je zemljopisna pokrajina u Srbiji (Vojvodina), Mađarskoj, a uzmemo li kao Bačku i komadiće ozemlja koje Republika Hrvatska ima s istočne strane sadašnjeg toka Dunava (granica prati stari tok), onda je dio Bačke i u Hrvatskoj.

## Povijest
Bačka je kroz svoju povijest bila pod vlašću brojnih vladara i triju država. Srbije, Ugarske i kroz jedno kratko vrijeme čak i Hrvatske. Na prostoru Bačke nalazimo brojnu ostavštinu starih naroda, ali najutjecajniji razvoj ovog prostora dogodio se doseljavanjem Avara i južnih Slavena. Na početku granica između Ugarske, Hrvatske i Srbije, nije bila striktno određena, te se tijekom godina granica teritorija stalno mijenjala. Ono što znamo da je u ranom srednjem vijeku na tom prostoru prevladavalo većinom katoličanstvo, dok se u južnim i istočni dijelovima osjetio utjecaj pravoslavne kulture. 

## Zemljopis

### Vode
Rijeke: Dunav, Tisa
Jezera: Palić
Kanali: kanal Dunav – Tisa – Dunav

## Stanovništvo
Srbi, Hrvati, Mađari, Nijemci, Slovaci

## Gospodarstvo
Poljoprivreda, prehrambena industrija.

## Veći gradovi
Subotica, Sombor, Novi Sad, Bačka Palanka, Apatin, Sonta

## Vanjske poveznice
- Rusini u Srijemu i Bačkoj
- Batschka[neaktivna poveznica] Usporedna tablica naziva
- Hrvatski informativni centar  Arhivirana inačica izvorne stranice od 24. rujna 2015. (Wayback Machine) Srpstvo u Podunavlju (1918. – 1995.)